# Am Godorfer Hafen

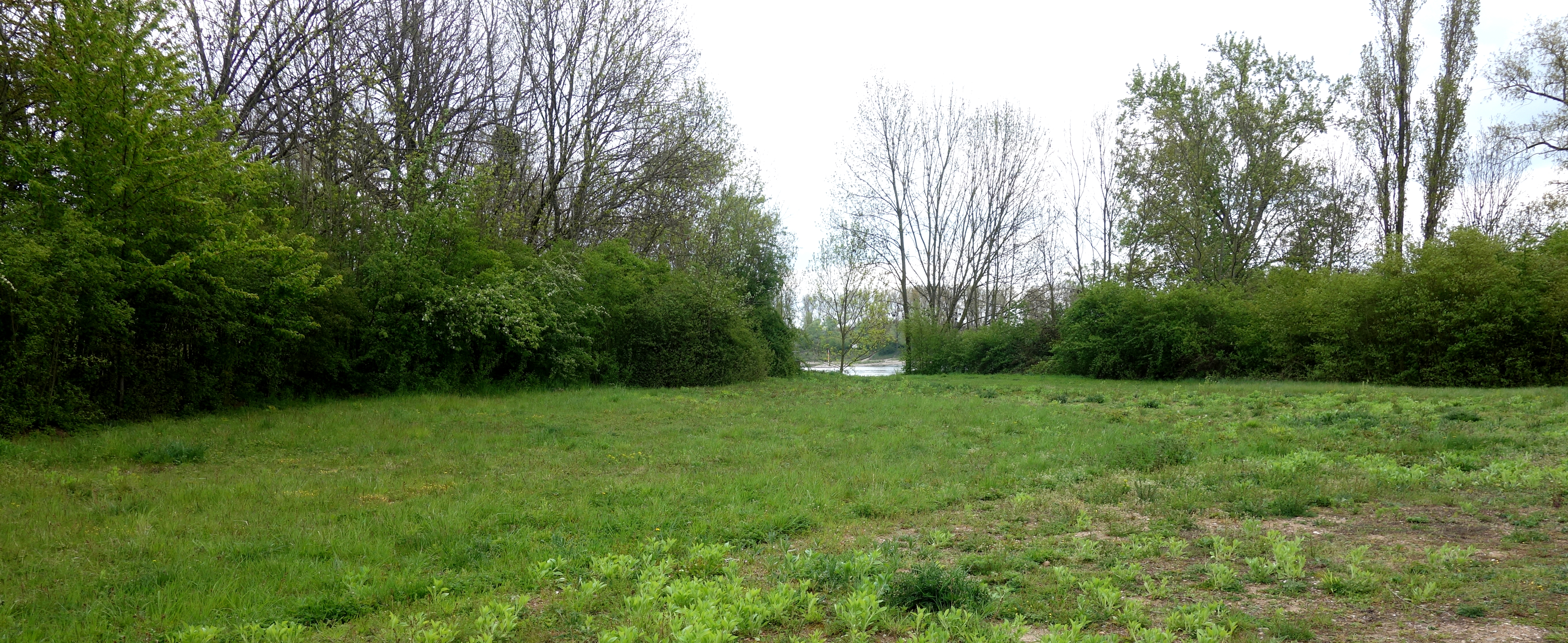
Naturschutzgebiet Am Godorfer Hafen: ein von verschiedenen Baumarten umgebener Grünland-Gebüsch-Komplex. Im Hintergrund der Rhein.

Am Godorfer Hafen ist ein Naturschutzgebiet im Stadtteil Godorf im Süden der Stadt Köln. Es ist 23,23 Hektar groß und grenzt unmittelbar an den Godorfer Hafen. Es wurde 1991 als schutzwürdig eingestuft.

## Beschreibung
Das Naturschutzgebiet Am Godorfer Hafen umfasst einen Grünland-Gebüsch-Komplex, der aus einer ehemaligen Kiesaufschüttung entstand, auf der sich im Laufe der Zeit trocken-warme und magere Standortverhältnisse entwickelten. Der größte Teil der Fläche besteht aus sehr strukturreichen Gebüschen, in denen die Hunds-Rose, verschiedene Weidenarten und Roter Hartriegel dominieren und die häufig von kleineren gehölzfreien Bereichen unterbrochen sind, auf denen der Glatthafer und das Land-Reitgras wachsen. Aber auch vegetationsfreie Flächen mit grobem Kies sind teilweise anzutreffen.
Im nordwestlichen Bereich geht die Fläche in eine Grünlandbrache über, in der überwiegend das Land-Reitgras gedeiht. Durch die Hunds-Rose ist dieser Bereich stark verbuscht. Südlich und nordwestlich der Fläche liegen zwei Ackerflächen, während sich südöstlich oberhalb einer Geländekante eine magere artenreiche Grünlandbrache erstreckt. Eine brachgefallene Obstwiese mit teilweise abgestorbenen alten Obstbäumen befindet sich am östlichen Rand der Fläche. An eine südlich der Obstwiese angrenzende Ackerfläche schließt sich im Süden ein kleines Feldgehölz aus Weiden und Pappeln an. Eine vom Wiesen-Fuchsschwanz dominierte Wiese mit vier starken Pappeln und welligem Relief liegt östlich des Ackers. Als Lebensraum für bedrohte Pflanzen- und Tierarten kommt dieser Fläche eine besondere Bedeutung zu.

## Flächenmäßige Verteilung der Biotoptypen
Das Naturschutzgebiet umfasst die nachfolgenden geschützten Biotoptypen, die sich bezüglich ihrer Größe stark unterscheiden.
Im Einzelnen handelt es sich um folgende Typen:
Feldgehölze (0,44 Hektar), Gebüsch und Strauchgruppen (3,97 ha), Baumgruppen (0,44 Hektar), Fettwiesen (1,76 Hektar), brachgefallenes Magergrünland (11,02 Hektar), Ackerflächen (3,31 Hektar), Streuobstbrachen (1,10 Hektar) sowie diverse Flächen ohne Zuordnung.

## Flora

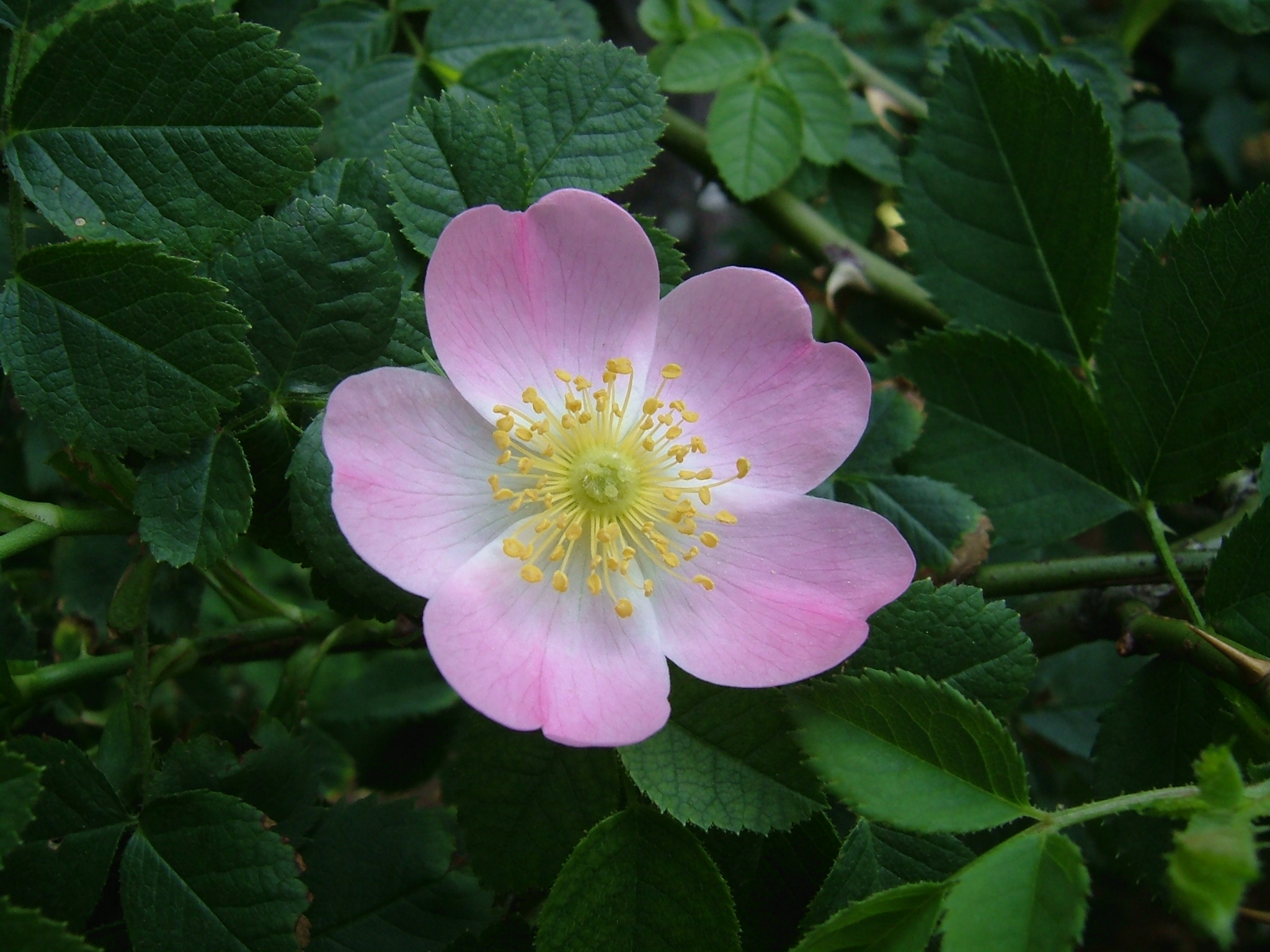
Hunds-Rose

Das Naturschutzgebiet Am Godorfer Hafen beherbergt die nachfolgenden Pflanzenarten:
Acker-Kratzdistel, Blauroter Hartriegel, Blutwurz, Brombeeren, Echte Nelkenwurz, Echtes Johanniskraut, Eingriffeliger Weißdorn, Feld-Mannstreu, Fliederspeer, Frühlings-Fingerkraut, Garten-Apfel, Gefleckte Taubnessel, Gelbe Resede, Gemeine Braunelle, Gemeine Nachtkerze, Gemeine Waldrebe, Gemeiner Beifuss, Gemeiner Beinwell, Gemeiner Dost, Gemeiner Natternkopf, Gemeiner Schneeball, Gemeines Seifenkraut, Gewöhnlicher Glatthafer, Gewöhnlicher Hornklee, Große Brennnessel, Hopfenklee, Hunds-Rose, Kleiner Odermennig, Kleiner Wiesenknopf, Kratzbeere, Land-Reitgras, Mandel-Weide, Pappeln, Pastinak, Pfeilkresse, Sal-Weide, Sand-Birke, Schafschwingel, Schmalblättriges Greiskraut, Schwarzer Holunder, Silber-Weide, Skabiosen-Flockenblume, Spitzwegerich, Stumpfblättriger Ampfer, Wegwarte, Weicher Storchschnabel, Weiße Lichtnelke, Wiesen-Knäuelgras, Wiesen-Flockenblume, Wiesen-Fuchsschwanzgras, Wiesensalbei, Wiesen-Sauerampfer, Wiesen-Schafgarbe, Wilde Karde, Wilde Möhre, Zypressen-Wolfsmilch

## Fauna

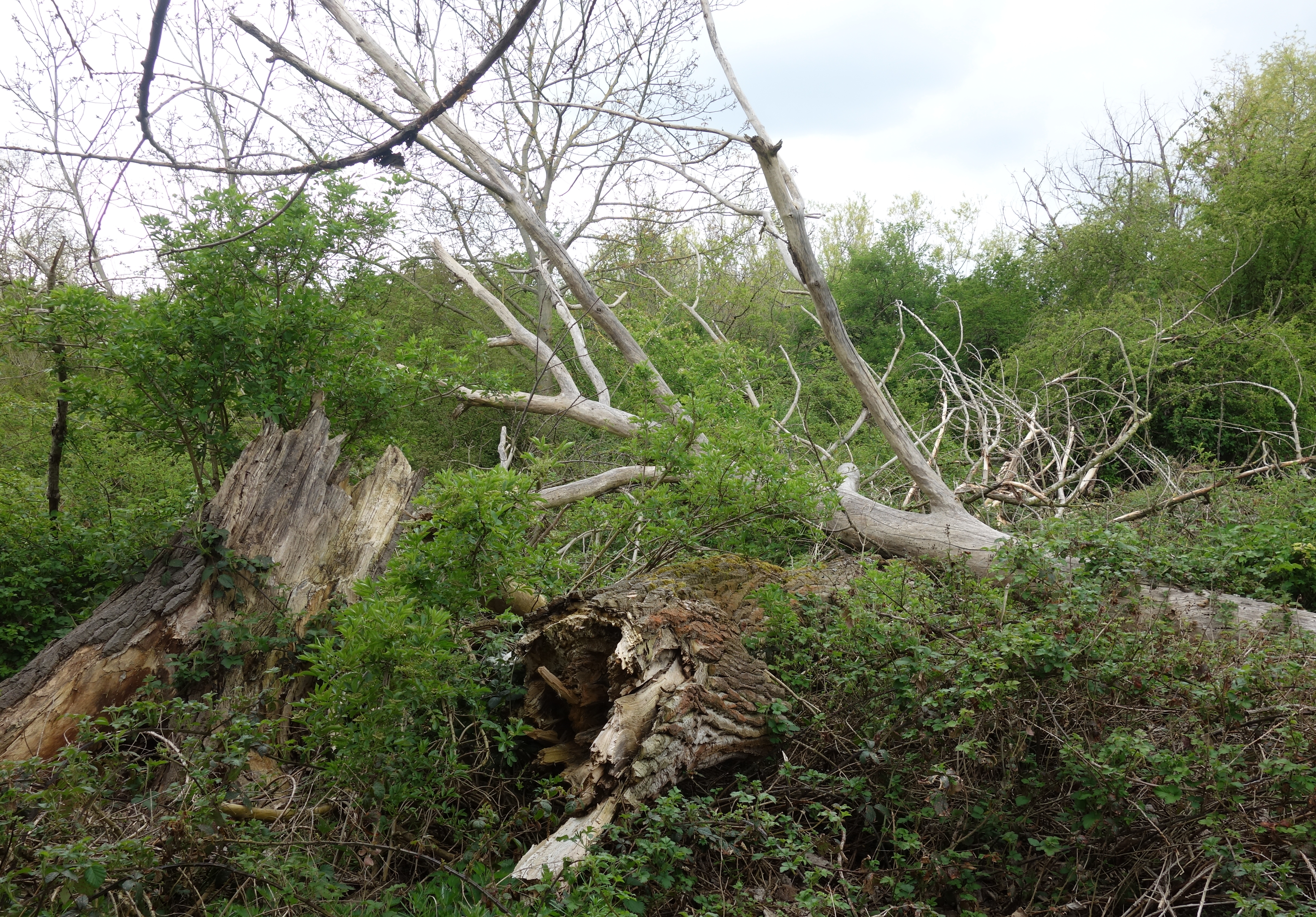
Liegendes Totholz dient als Lebensraum für zahlreiche Tierarten.

Folgende Tierarten sind im Naturschutzgebiet Am Godorfer Hafen beheimatet:
Beutelmeise, Brauner Grashüpfer, Bunter Grashüpfer, C-Falter, Dorngrasmücke, Feldlerche, Feldschwirl, Gelbspötter, Gemeiner Bläuling, Gemeiner Grashüpfer, Gemeines Blutströpfchen, Gewöhnliche Strauchschrecke, Großer Kohlweißling, Grünes Heupferd, Kleiner Fuchs, Kleiner Kohlweißling, Langflüglige Schwertschrecke, Mönchsgrasmücke, Nachtigall, Nachtigall-Grashüpfer, Neuntöter, Roesels Beißschrecke, Schachbrettfalter, Stieglitz

## Maßnahmen zur Landschaftspflege

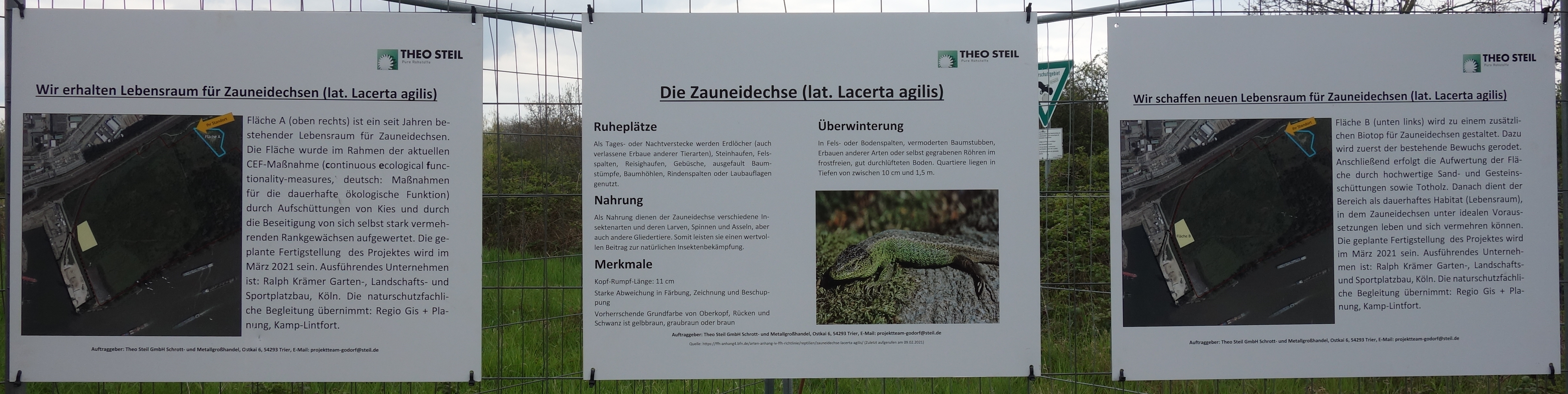
Schautafeln informieren über das Projekt, Lebensraum für Zauneidechsen zu schaffen.

Zum Erhalt der Natur werden die Vegetation kontrolliert, die Düngung eingeschränkt und keine Biozide angewendet. Weiterhin erfolgt eine extensive Grünlandbewirtschaftung mit Beweidung und Mahd. Aufforstungen und Eutrophierungen werden vermieden.